# Institut national de la transfusion sanguine
En France, l'Institut national de la transfusion sanguine, INTS, est un groupement d'intérêt public (GIP) créé en 1994 et fermé en 2021. Il est constitué par :
- l’Agence française du sang (AFS) anciennement, maintenant l'Établissement français du sang (EFS) ;
- l’État, représenté par le ministère de la Santé ;
- la CNAM.

## Histoire
L'INTS est créé en 1994, à la suite de l'affaire du sang contaminé. Il résulte d'une scission du Centre national de transfusion sanguine dont il reprend les activités de recherche, de référence et de formation au sein du service public de la transfusion sanguine, tandis que l'AFS en reprend les activités opérationnelles.
En 2018, il est fait état devant le sénat d'un rapport de l'inspection générale des affaires sociales préconisant la suppression de l'organisme, et des inquiétudes que ce projet suscite au sein d'associations de donneurs de sang, eu égard au nouveau monopole que cela pourrait engendrer. En 2019, la Cour des comptes préconise une refonte globale de la filière française de transfusion sanguine en raison de ses coûts, en indiquant que sa suppression est préconisée par différents rapports depuis 2019.
Cependant, Lionel Collet est nommé, en avril 2020, président du conseil d'administration, en remplacement de M. Jean-Paul Vernant.
L'INTS est fermé en 2021.

## Missions
Elles sont définies par sa convention constitutive (Arrêté du 31 mars 1994, publié au JO du 16 avril 1994, et arrêté du 2 mai 2007).
L'INTS est chargé de la veille et de la sécurité sanitaire dans le domaine de la transfusion sanguine. Le second plan national d'adaptation au changement climatique (20 décembre 2018) demande aussi un renforcement de la sécurité transfusionnelle au regard de maladies émergentes susceptibles de se développer dans le cadre du réchauffement climatique.

## Moyens
L'institut comprend, pour assurer ses missions, diverses divisions :
- le CNRGS, Centre National de Référence pour les Groupes Sanguins, chargé des problèmes d'immunologie érythrocytaire ;
- des laboratoires :
  - de référence en virologie pour les virus des hépatites B, C, virus delta et de l'immunodéficience humaine,
  - d'immunologie plaquettaire,
  - d'empreintes génétiques,
- de recherche dans ces mêmes domaines ;
- une importante unité d'enseignements destinée tant à la formation initiale qu'à la formation continue des divers personnels travaillant dans le domaine de la transfusion sanguine : médecins, pharmaciens, biologistes, techniciens, personnels infirmiers.

L'institut comprend, en 2016, 195 collaborateurs et son budget de fonctionnement s'élève à 6 935 000 €.

## Autres activités
L'institut est membre d'un certain nombre de sociétés savantes : SITS (Société Internationale de Transfusion Sanguine), SFTS (Société Française de Transfusion Sanguine).

## Présidence et direction
Président :
- Alain-Jacques Valleron (mai 2007 - novembre 2012)
- Jean-Paul Vernant (novembre 2012 - avril 2020)
- Lionel Collet (depuis avril 2020)

Directeur général :
- Pierre Angot (depuis juin 2018)